# Back Together
Back Together è un singolo del cantante statunitense Robin Thicke, pubblicato il 6 agosto 2015.
Il singolo ha visto la collaborazione della rapper trinidadiana Nicki Minaj.

## Classifiche
| Classifiche Paesi (2015) | Posizioni Raggiunte |
| ------------------------ | ------------------- |
| Italia                   | 73                  |
| Slovacchia               | 69                  |
| Repubblica Ceca          | 79                  |
| Francia                  | 144                 |
| Polonia                  | 28                  |
| Stati Uniti              | 125                 |
| Stati Uniti              | 125                 |
| US Mainstream Top 40     | 28                  |
| US Hot R&B Songs         | 14                  |

## Tracce
Download digitale
1. Back Together – 3:44